# Nectophrynoides pseudotornieri
Nectophrynoides pseudotornieri é uma espécie de sapo da família Bufonidae. Ele é endêmico na Tanzânia. Seu habitat natural são as florestas úmidas montanhosas tropicais e subtropicais. Está ameaçado com a perda do seu habitat.